# Guillielmo de Brouwer
Pour les articles homonymes, voir Brouwer.
Guillaume de Brouwer, né à Ostende le 15 février 1693 et mort à Bruges le 21 octobre 1767, est un navigateur et explorateur des anciens Pays-Bas méridionaux.

## Biographie
D'abord employé par la Compagnie d'Ostende, il va ensuite naviguer et commercer à son compte en tant que capitaine. Il devient un marin célèbre qui mène plusieurs voyages en Chine. C'est aussi un homme d'affaires réfléchi et un financier audacieux qui, après la fin de la Compagnie d'Ostende, investit dans les Compagnies de l'Est danoise et suédoise, Compagnie danoise d'Asie orientale et Compagnie suédoise des Indes orientales
Il épouse une cousine en 1723 et part pour sa première tournée en Chine l'année suivante. Il parcourt le monde, combat les pirates chinois, et suit imperturbablement les combats depuis son fauteuil (conservé dans la famille). Il réussit, grâce à la guerre, à être nommé ambassadeur par le roi du Danemark auprès du roi de France à Ostende et dans les autres villes que Louis XV a conquises en Flandre.
En 1738, il est armateur-affréteur à Ostende. En 1740, il s'installe à Bruges où il se livre à l'importation de stockfisch et d'huile de foie de morue de Norvège. En 1755, il laisse son affaire à ses fils aînés Guillaume-François et Denis-Philippe. Le 12 novembre 1757, il achète sa maison de plaisance dans le polder Sint-Catharina à son vieil ami Willem de Brouwer.

## Famille
Les parents de De Brouwer étaient Philippe Jean de Brouwer et Anna van der Heyde. Pour sa part, il se marie à Maria Francisca De Chaene (1700-1760) et le couple a quatre enfants : Guillaume François Grégoire de Brouwer (1727-1775), Denis Philippe de Brouwer, Thérèse Madeleine de Brouwer et Pierre-Jacques de Brasseur.

## Iconographie
Il y a une statue chinoise de De Brouwer en terre crue, datée de 1731.[évasif]
Un tableau anonyme conservé au musée Groeninge, réalisé vers 1750, montre Guillielmo de Brouwer dans sa maison de commerce, entouré par sa famille.